# Meximalva filipes
Meximalva filipes là một loài thực vật có hoa trong họ Cẩm quỳ. Loài này được (A. Gray) Fryxell mô tả khoa học đầu tiên năm 1975.